# André Michel (historien de l'art)
Pour les articles homonymes, voir André Michel et Michel.
André Michel est un historien de l'art français et conservateur du Musée du Louvre, né le 7 novembre 1853 à Montpellier et mort le 13 octobre 1925  à Sceaux (Hauts-de-Seine).

## Biographie
Charles Paul André Michel est le fils de Daniel Honoré Théophile Michel, négociant et de Françoise Zoé Nègre.
Il épouse Marie Pauline Hélène Crosnier de Varigny (1858-1936) qui a vu le jour à Honolulu, pendant le long séjour à Hawaï que fait son père le diplomate Charles de Varigny (1829-1899). Parmi leurs enfants, on peut citer leur fille Madeleine épouse de l'universitaire germaniste français Edmond Vermeil et leur fils Robert André-Michel (1884-1914), archiviste-paléographe membre de l'École française de Rome, qui meurt pour la France à Crouy en octobre 1914, un an après avoir épousé Rose-Marie Ormond (1893-1918).
Après la mort de Robert, le couple fonde une bourse pour les étudiants de l'École de chartes destinée à les aider à financer leurs voyages d'étude à l'étranger.
Il collabore à de nombreuses revues, dont Les Arts.

## Récompenses et distinctions
- Officier de la Légion d'honneur